# Synagoga w Peczu
Synagoga w Peczu – zbudowana w 1869 roku przy Kossuth tér, najbardziej ruchliwym placu handlowym w Peczu. Najbardziej charakterystycznym elementem wystroju zewnętrznego jest umieszczony na fasadzie synagogi zegar, a nad nim napisy hebrajskie.
Synagoga została zniszczona podczas II wojny światowej, lecz zaraz po wojnie udało się ją wyremontować. Obecnie jest jedną z trzech czynnych synagog na Węgrzech, w których regularnie odbywają się nabożeństwa.